# Pierre-Yves Le Borgn’

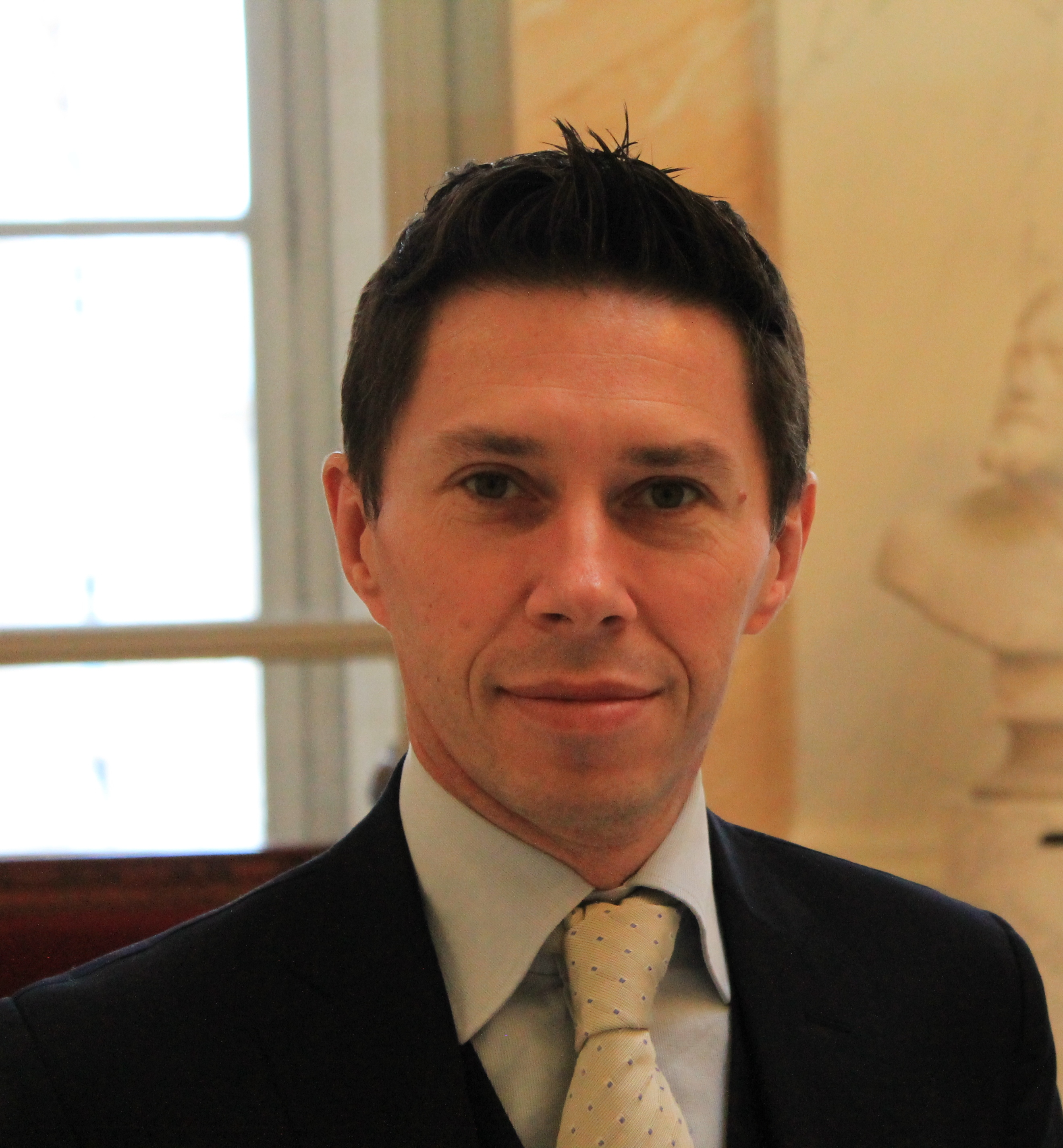
Pierre-Yves Le Borgn’ (2013)

Pierre-Yves Le Borgn’ (* 4. November 1964 in Quimper, Frankreich) ist ein internationaler Jurist und französischer Politiker. Er war Mitglied der Sozialistischen Partei PS Parti socialiste und der Sozialdemokratischen Partei Europas SPE. Von Juni 2012 (Parlamentswahl in Frankreich 2012) bis Juni 2017 (Parlamentswahl in Frankreich 2017) war er als Abgeordneter des Siebten Wahlkreis der Franzosen im Ausland Mitglied der französischen Nationalversammlung.

## Leben

### Herkunft, Familie und Studium
Pierre-Yves Le Borgn' entstammt einer Lehrerfamilie aus der Bretagne. Nach seinem Abitur mit Schwerpunkt in Philosophie und Literatur studierte er Rechtswissenschaften in Nantes und anschließend Politikwissenschaften am Pariser Institut für politische Studien (Institut d’études politiques de Paris). Außerdem erlangte er einen Master of Laws (LLM) in Europäischem Recht am Collège d’Europe in Brügge.
Er spricht fünf Sprachen (Französisch, Spanisch, Englisch, Deutsch, Portugiesisch).

### Beruflicher Werdegang
Nach Abschluss seines Studiums 1990 führte ihn seine berufliche Karriere in die USA, nach Luxemburg, Belgien, Deutschland und Asien. Zunächst arbeitete er zwei Jahre für eine amerikanische Tochtergesellschaft von Go Sport in Los Angeles. Zurück in Europa machte Pierre-Yves Le Borgn‘ ein Praktikum im Wissenschaftlichen Dienst des Gerichtshofs der Europäischen Union. Anschließend arbeitete er für einige multinationale Unternehmen im Bereich der legal und corporate affairs; 2011 war er Vize-Präsident des US-Konzerns First Solar.
Er war in seiner Funktion als First Solar-Manager von 2003 bis 2006 im CEFIC (Verband der Europäischen chemischen Industrie) Vorsitzender der Kommission für Umweltrecht.

## Politik

### Politisches Engagement
Inspiriert von Pierre Mendès France, Michel Rocard und Stéphane Hessel sympathisierte Pierre-Yves Le Borgn‘ bereits in seiner Jugend mit der französischen Linken. Im Zuge der Wiederwahl François Mitterrands zum französischen Präsidenten trat er 1988 der PS bei. Seit seinem Umzug in die USA 1990 ist er Mitglied  des Verbandes der PS der Franzosen im Ausland. Im Jahr 1994 wurde er Mitglied des Parteibüros; von 2003 bis 2012 war er Erster Sekretär.
Neben seiner sozialistischen Ausrichtung stehen Europa und die internationale Politik im Zentrum seines Interesses. So nahm er 1994 als Kandidat der PS bei der Europawahl teil (72. Platz). Im Jahr 2000 wurde er im  Obersten Rat der Franzosen im Ausland zum Vertreter des Wahlkreises Belgien (Conseil Supérieur des Français à l’étranger, heute: Assemblée des Français à l’étranger) gewählt. Nach seiner Wiederwahl 2006 musste er sein Mandat im Dezember 2009 frühzeitig niederlegen, da er beruflich nach Deutschland und Frankreich zog.
Als ein weiterer Schwerpunkt seiner politischen Tätigkeit gilt die Ökologie; er hat sie als persönliche Leidenschaft bezeichnet. Sie entwickelte sich durch seine Arbeit in der Grünen Wirtschaft und in der Solarindustrie.

### Abgeordneter des Siebten Wahlkreises der Franzosen im Ausland

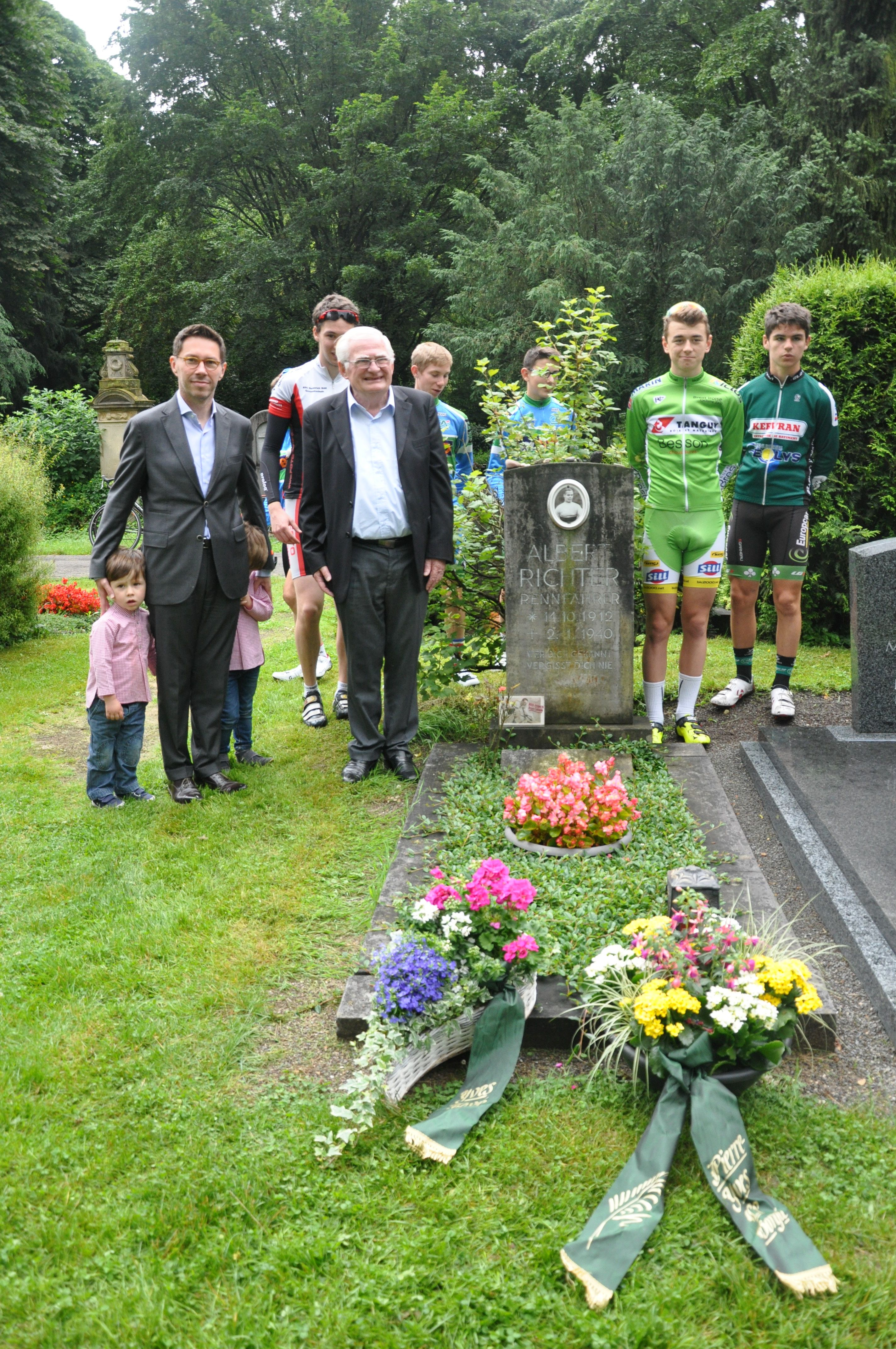
2016 legte Le Borgn’ (l.) am Grab des Kölner Radsportlers Albert Richter einen Kranz nieder, in Begleitung einer Radsportdelegation aus Brest

Le Borgn‘ wurde am 17. Juni 2012 mit 56,9 % zum Abgeordneten der Franzosen im Ausland gewählt. Obwohl er als Kandidat der Sozialistischen Partei angetreten war, wurde er bereits im ersten Wahlgang von den Grünen (Europe Écologie Les Verts) unterstützt. Sein Wahlkreis beinhaltet Deutschland sowie 15 weitere Länder in Zentraleuropa und auf dem Balkan. Sein Wahlkreisbüro befindet sich in Köln.
Wichtige Ziele seines Wahlprogramms 2012 waren unter anderem eine direktere konsularische Tätigkeit, ein verbesserter Zugang zur Gesundheitsversorgung im Ausland sowie die Stärkung des Bilingualismus.
Im Parlament spezialisierte er sich auf internationale Fragen, speziell auf Energiepolitik, globale Erwärmung, Steuerwesen, Familienrecht und Menschenrechte. Nach einem Jahr im Gesetzesausschuss wurde er 2013 Mitglied des Ausschusses für Auswärtige Angelegenheiten. Er war Vorsitzender der Deutsch-französischen Freundschaftsgruppe und Mitglied aller Freundschaftsgruppen der Länder, die zu seinem Wahlkreis gehören, sowie der Freundschaftsgruppen mit Portugal, Island und den USA. Er war zudem Vorsitzender der Studiengruppe „Arktis, Antarktis und Französische Süd- und Antarktisgebiete“ sowie der Studiengruppe „Grenzgebiete und Grenzarbeitnehmer“.

### Parlamentarische Arbeit
Le Borgn‘ hat dreizehn parlamentarische Berichte verfasst. Themen waren hierbei das deutsch-französische Güterrecht, die Ratifikation der Änderung des Kyoto-Protokolls, Vorrechte und Befreiungen des COP 21, Nachbarschaftsrecht der europäischen Union, die Ratifikation der Konvention des Europarates über Terrorismusfinanzierung und die Ratifikation des Zusatzprotokolls zur Doppelbesteuerung. Darüber hinaus hat er zwei Stellungnahmen über den Haushalt des Ministeriums für Umwelt, nachhaltige Entwicklung und Energie verfasst.

### Mitglied der Parlamentarischen Versammlung des Europarates
Seit 2014 ist Le Borgn‘ Mitglied der Parlamentarischen Versammlung des Europarates. Er ist Generalberichterstatter über den Vollzug der Urteile des Europäischen Gerichtshofes für Menschenrechte sowie Mitglied in der Kommission zur Auswahl der Richter. Ab 2016 ist er außerdem Vorsitzender der Unterkommission für Kultur, Vielfalt und Kulturerbe der Parlamentarischen Versammlung des Europarates.

## Mandate und Mitgliedschaften

### Frühere Mandate
- Vertreter im  Obersten Rat der Franzosen im Ausland für den Wahlkreis Belgien (2000–2009)

- Abgeordneter des Siebten Wahlkreises der Franzosen im Ausland (Mittel- und Osteuropa) (2012–2017)

- Mitglied der Parlamentarischen Versammlung des Europarates (2013–2017)

### Mitgliedschaften und Ämter im Parlament
- Mitglied des Ausschusses für auswärtige Angelegenheiten

- Vorsitzender der Studiengruppe zur Koordinierung des europäischen Rechts

- Mitglied der Studiengruppe „Arktis, Antarktis und Französische Süd- und Antarktisgebiete“

- Mitglied der Studiengruppe „Grenzgebiet und Grenzarbeitnehmer“

- Vorsitzender der Deutsch-französischen Freundschaftsgruppe

- Stellvertretender Vorsitzender der Französisch-albanischen Freundschaftsgruppe

### Andere Mitgliedschaften
- Mitglied des Instituts Pierre Mendès France

- Mitglied des Vereins "Les Européens dans le Monde / Europäer in der Welt' (Vorsitzender 2019–2022)

- Mitglied der Vereinigung der Alumni des Collège d’Europe

- Mitglied bei Amnesty International